# Luis García Fernández
Luis García Fernández (Oviedo, Asturias, 6 de febrero de 1981), conocido como Luis García, es un exfutbolista y entrenador español. Jugaba como delantero o centrocampista, ocupando las posiciones de segundo punta o mediapunta. Actualmente dirige a la U. D. Las Palmas de la Segunda División de España.

## Trayectoria

### Como jugador
Luis García se formó en las categorías inferiores del Real Oviedo y Club Deportivo La Braña, desde donde pasó al Real Madrid C. F. "C". Llegó a debutar en el primer equipo del Real Madrid C. F. en un partido de Copa del Rey. En 2003, el club blanco traspasó al jugador asturiano al Real Murcia, club con el que debutó en la Primera División de España el 31 de agosto de 2003 en el partido que el club pimentonero jugó contra el R. C. Celta de Vigo. A pesar de los once goles que logró anotar en la campaña 2003/04, el club murciano descendió a Segunda División.
En la temporada 2004-05, Luis García fichó por el R. C. D. Mallorca, donde tuvo una regularidad goleadora que fue tenida en cuenta por el R. C. D. Espanyol para fijarse en él como uno de los principales fichajes de la campaña 2005-06. El traspaso de Luis García se valoró en 2,8 millones de euros. Las partes acordaron que el pago de dicha cantidad debía hacerse efectivo mediante quince pagarés de 186 666 euros cada uno a desembolsar trimestralmente durante cuatro años.
Luis, con el número 10 en la camiseta, consiguió con el club perico su primer título como profesional (la Copa del Rey que el club blanquiazul ganó ante el Real Zaragoza en la final que se jugó en el estadio Santiago Bernabéu en el año 2006), y también un subcampeonato de la Copa de la UEFA tras perder ante el Sevilla F. C. en la final que se disputó en Glasgow el 16 de mayo de 2007). El 2 de agosto de 2009, en la inauguración del nuevo estadio del R. C. D. Espanyol, pasó a la historia por marcar el primer tanto en Cornellà-El Prat, colaborando en la victoria de su equipo, con un resultado final entre el equipo local y el Liverpool F. C. de 3-0.
El 31 de agosto de 2011, tres horas antes de cerrarse el mercado de fichajes, firmó como nuevo jugador del Real Zaragoza, poniendo fin así a cinco años en el club barcelonés. En su segundo partido se enfrentó a su exequipo, al que ganó por 2-1, marcando además sus dos primeros goles con la camiseta zaragocista. El 5 de julio de 2012 llegó a la ciudad de Monterrey para firmar un contrato de cesión por un año con opción de compra con el equipo de C. F. Tigres U. A. N. L. de la Primera División de México. Al acabar la campaña, vuelve al Real Zaragoza, por el que renueva dos años más.
El total de goles en su carrera es de 131 goles (solo en partidos oficiales), donde destacan los 2 goles que anotó en la final de la Copa del Rey ante el Real Zaragoza.
En 2014, se marcha a Bélgica para jugar en el K. A. S. Eupen durante 5 temporadas, retirándose al término de la temporada 2018-19.

#### Selección nacional
Ha sido internacional con la selección española en seis ocasiones (hasta el 18 de octubre de 2007). Luis Aragonés lo convocó por primera vez el 30 de mayo de 2007, sustituyendo al lesionado Fernando Torres, para disputar dos partidos de clasificación para la Eurocopa 2008. Su debut se produjo días después, el 2 de junio de 2007, en un partido jugado en la ciudad de Riga contra la selección de Letonia en el que España ganó por 0-2.

### Como entrenador
El 17 de junio de 2019 emprendió su primera aventura en los banquillos haciéndose cargo del juvenil "A" del C. F. Damm, al que dirigió durante tres temporadas, siendo reemplazado por Sergio García. 
En la temporada 2022-23, se convierte en entrenador del RSC Internacional F. C. del Grupo VII de la Tercera Federación, equipo que estaría en proyecto de convertirse en el Real Madrid "C" en la temporada 2023-2024.
El 3 de abril de 2023, firmó como entrenador del R. C. D. Espanyol de la Primera División de España, tras la destitución de Diego Martínez. Sin embargo, no pudo evitar el descenso del equipo catalán a Segunda División. El 5 de noviembre del mismo año, fue destituido por el club blanquiazul tras lograr una sola victoria en las 5 últimas jornadas de Liga, aunque todavía ocupaba posiciones de promoción de ascenso.
El 26 de diciembre de 2023, se convirtió en el segundo entrenador de la Selección de Catar, acompañando al que fuera su entrenador, Tintín Márquez.El 11 de diciembre de 2024, quedó a cargo del primer equipo de cara a la realización de la Copa de Naciones del Golfo. No obstante, en mayo de 2025, fue reemplazado en su cargo por Julen Lopetegui.
El 7 de junio de 2025, fichó por la U. D. Las Palmas de la Segunda División de España, con un contrato de un año prorrogable por una temporada más en caso de ascenso.

## Clubes

### Como jugador
| Club                       | País    | Año       |
| -------------------------- | ------- | --------- |
| Real Madrid C. F. "C"      | España  | 2000-2001 |
| Real Madrid Castilla C. F. | España  | 2001-2003 |
| Real Madrid C. F.          | España  | 2003      |
| Real Murcia C. F.          | España  | 2003-2004 |
| R. C. D. Mallorca          | España  | 2004-2005 |
| R. C. D. Espanyol          | España  | 2005-2011 |
| Real Zaragoza              | España  | 2011-2012 |
| Tigres UANL (cedido)       | México  | 2012-2013 |
| Real Zaragoza              | España  | 2013-2014 |
| K. A. S. Eupen             | Bélgica | 2014-2019 |

### Como entrenador
| Club                                | País   | Año           |
| ----------------------------------- | ------ | ------------- |
| C. F. Damm Juvenil "A"              | España | 2019-2022     |
| RSC Internacional F. C.             | España | 2022-2023     |
| R. C. D. Espanyol                   | España | 2023          |
| Selección de Catar (2.º entrenador) | Catar  | 2023-2024     |
| Selección de Catar                  | Catar  | 2024-2025     |
| U. D. Las Palmas                    | España | 2025-presente |

## Palmarés

### Como jugador

#### Campeonatos nacionales
| Título       | Club              | País   | Año  |
| ------------ | ----------------- | ------ | ---- |
| Copa del Rey | R. C. D. Espanyol | España | 2006 |

#### Otros campeonatos
| Título        | Club              | País   | Año  |
| ------------- | ----------------- | ------ | ---- |
| Copa Cataluña | R. C. D. Espanyol | España | 2006 |
| Copa Cataluña | R. C. D. Espanyol | España | 2010 |
| Copa Cataluña | R. C. D. Espanyol | España | 2011 |